# Kaarel Eenpalu

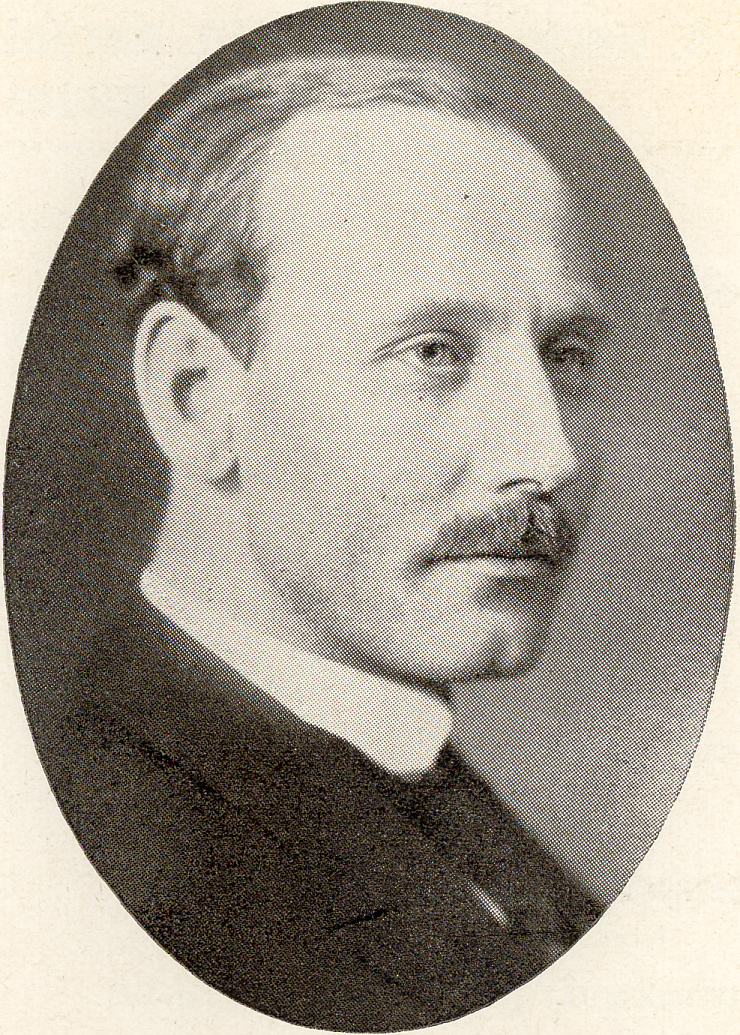

Kaarel Eenpalu, do 1935 Karl Einbund (ur. 28 maja 1888, zm. 27 stycznia 1942) – estoński polityk i prawnik.
Studiował prawo na Uniwersytecie Tartuskim oraz na Uniwersytecie Moskiewskim. Podczas I wojny światowej służył w armii rosyjskiej, w czasie wojny estońsko-bolszewickiej był oficerem artylerii. W 1919 wybrany do Zgromadzenia Konstytucyjnego, następnie wybierany do Zgromadzenia Państwowego (Riigikogu) I-V kadencji. Jako minister spraw wewnętrznych (1920, 1921-1924, 1924-1926, 1934-1938) doprowadził do utworzenia policji. Był także wicepremierem (1934-1938), w latach 1926-1934 pełnił funkcję przewodniczącego parlamentu (z przerwami), wchodził też w skład Riigivolikogu (izba niższa parlamentu; 1938-1940). Dwukrotnie stał na czele rządu (19 lipca-7 listopada 1932, 9 maja 1938-12 października 1939), za pierwszym razem pełniąc również funkcję starszego państwa. Obok Konstantina Pätsa i Johana Laidonera czołowy polityk estoński tzw. epoki milczenia (po zamachu stanu z 12 marca 1934). W lipcu 1940 został aresztowany przez władze sowieckie, zmarł w obozie w Wiatce.

## Odznaczenia
- Order Krzyża Orła I klasy (Estonia, 1930)[7]